# Terminális dezoxinukleotidiltranszferáz
A terminális dezoxinukleotidiltranszferáz (TdT), más néven DNS-nukleotidilexotranszferáz (DNTT) vagy terminális tarnszferáz speciális DNS-polimeráz, melyet éretlen, pre-B és pre-T limfoid szövetek és akut limfoblasztos leukémia/limfómasejtek expresszálnak. A TdT N-nukleotidokat ad hozzá a TCR és BCR gének V, D és J exonjaihoz az antitestgén-rekombináció során, lehetővé téve a kapcsolati diverzitást. A DNTT gén kódolja. A DNS-polimerázok X-családjának tagjaként az ugyanide tartozó DNS-polimeráz λ-val és μ-vel együtt működik. A TdT okozta diverzitás a gerincesek immunitásának fejlődésében fontos, jelentősen növelve a sejtek patogének ellen használható antigénreceptorainak számát. A TdT-knockout egerekben mintegy tizedakkora a T-sejt-receptor- (TCR) diverzitás, mint a vad típusúakban. A nagyobb TCR-diverzitás nagyobb fertőzés-ellenállást okoz. Bár a TdT volt az egyik első emlősökben azonosított DNS-polimeráz (1960-ban fedezték fel), az egyik legkevésbé ismert közülük. 2016–18 közt felfedezték, hogy in trans templátdependens aktivitása is van az ismertebb templátindependens mellett.
A TdT nincs jelen a magzati máj-HSC-kben, csökkentve a B-sejtek kapcsolati diverzitását a magzati fejlődés alatt.

## Funkció és szabályzás
A TdT a DNS 3’-végéhez való nukleotid-hozzáadást tartalmazza. A legtöbb DNS-polimerázzal ellentétben nem igényel templátot. Általános szubsztrátja 3’-többlet, de képes csonka vagy recesszált 3’-végekhez is nukleotidot adni. Továbbá ez az egyetlen polimeráz, mely képes 2–15 nt-os polimereket oldatban lévő szabad nukleotidokból előállítani in vivo. In vitro ezen aktivitás képes általános DNS-polimer-képzésre meghatározott hossz nélkül. Az in vivo létrejövő DNS-töredékek feltehetően a DNS-javításhoz vagy -rekombinációhoz kapcsolódó jelutakban fontosak. Sok polimerázhoz hasonlóan a TdT-nek kétértékű kationos kofaktor kell, azonban a TdT több iont (például Mg2+, Mn2+, Zn2+, Co2+) tud használni. Enzimaktivitása az elérhető kationoktól és a hozzáadott nukleotidtól függ.
A TdT-t elsősorban a primer limfoid szervek, például a csecsemőmirigy és a csontvelő expresszálják. Több út szabályozza például fehérje-fehérje kölcsönhatásokkal, mint a TdIF1-gyel, mely a DNS-kötő hely eltakarásával gátolja a TdT-t. A TdT-expresszió transzkripciós szinten is megtörténik, szabályzását szakaszspecifikus faktorok befolyásolják, ez fejlődésileg korlátozó módon történik. Bár expressziója elsősorban a primer limfoid szövetekben történik, 2012-ben kimutatták, hogy az antigénstimuláció a TdT és más rekombinációhoz szükséges enzimek másodlagos termelését okozza a csecsemőmirigyen kívül a T-sejtekhez. Az akut limfoblasztos leukémia jelentős TdT-túltermelést okoz. E betegek sejtvonalai voltak a tiszta TdT egyik első forrása és a humán és marhaizoformák közti aktivitáskülönbségeket igazolták.

### Mechanizmus

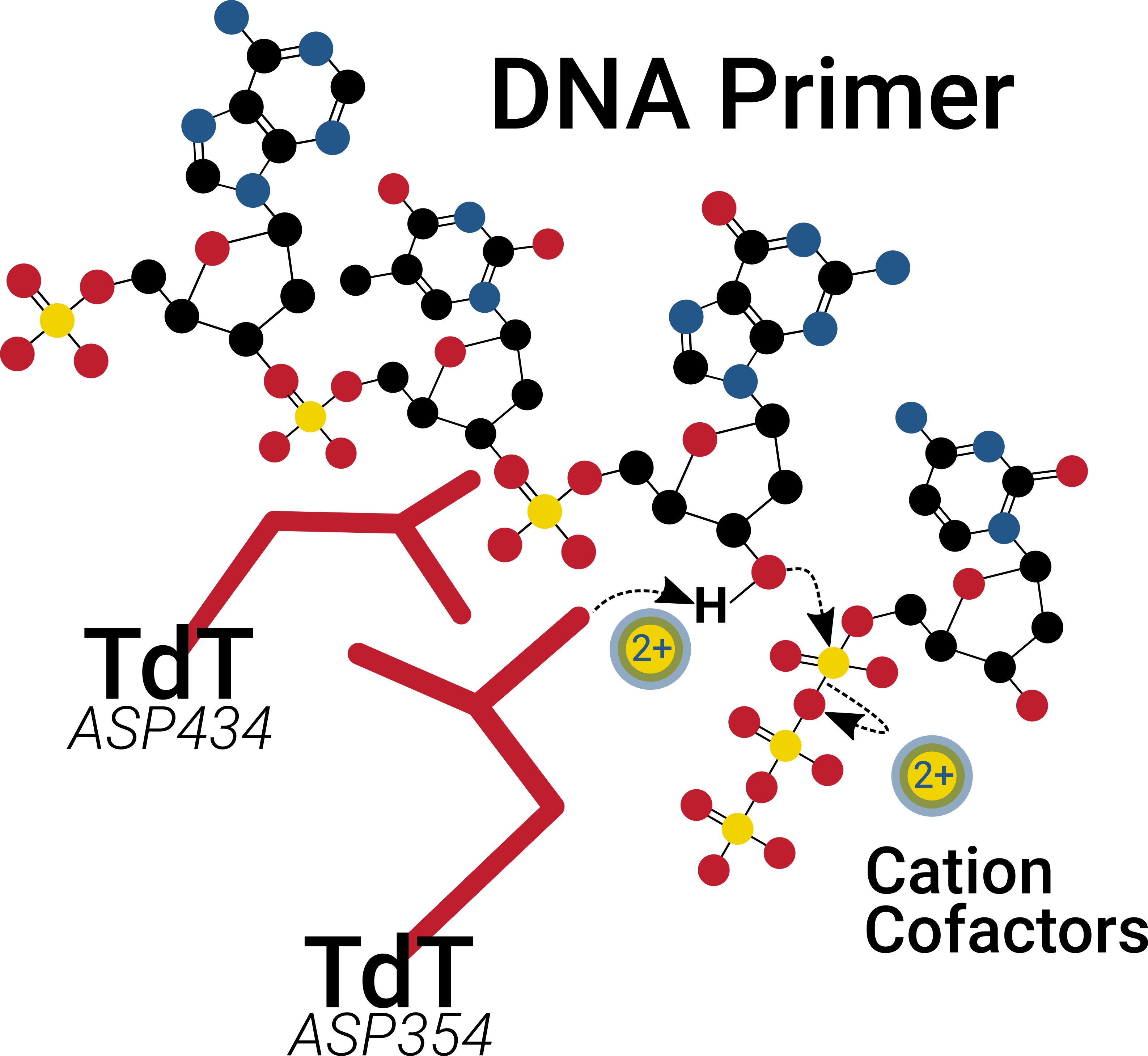
A nukleotidilkondenzáció ssDNS-sel, melyet a TdT katalizál kétértékű kationokkal. Két aszparaginsav könnyíti a kationkötést és a nukleofil reakciót.

Sok polimerázhoz hasonlóan a TdT katalitikus helye 2 kétértékű kationnal rendelkezik a tenyérdoménben, segítve a nukleotidkötést, csökkentve a 3’-OH-csoport pKa-ját és könnyítve a difoszfát távozását.

### Izoformák
Számos izoformája ismert egérben, marhában és emberben. Egérben 2, emberben 3 variáns ismert.
Az egérben lévő 2 izoformát hosszuknak megfelelően nevezték el: a TdTS 509, a TdTL 529 aminosavból áll. A különbségek a DNS- és nukleotidkötő részeken kívül vannak. Vitatott, hogy a 20 aminosavas különbség befolyásolja-e az aktivitást: egyesek szerint a TdTL exonukleáz, míg mások szerint a két izoforma in vitro hasonló aktivitással rendelkezik. Ezenkívül in vivo a TdTL modulálhatja a TdTS katalitikus aktivitását ismeretlen mechanizmus révén. Feltehetően ez segíti a TdT V(D)J-rekombinációs szerepét.
A 3 humán TdT-izoforma a TdTL1, a TdTL2 és a TdTS. A TdTL1-et nagyrészt limfoid sejtek expresszálják, a TdTL2-t elsősorban normál kis limfociták. Mindkettő a sejtmagban lokalizálódik expressziókor, és van 3’→5’-exonukleáz-aktivitásuk. Ezzel szemben a TdTS nem rendelkezik exonukleázaktivitással és végzi a V(D)J-rekombinációhoz szükséges elongációt. Mivel az egér-TdTL feltételezett exonukleázaktivitásához hasonló van a humán és marha-TdTL-ben, feltehetően a TdTS izoformákat ezek hasonlóan szabályozzák. Ezenkívül feltehetően a TdTL1 érintett lehet a TdTL2- vagy a TdTS-szabályzásban is.

### A V(D)J-rekombinációban
Az 1./2. RAG-enzimek működésekor a megbontott dsDNS hajtűszakaszokkal rendelkezik a DNS végén, melyek a bontáskor keletkeztek. A hajtűket az Artemisz-komplex nyitja, mely foszforilációkor endonukleázként működik, szabad 3’-OH-végeket biztosítva a TdT-nek a működéshez. Miután az Artemisz-komplex elvégezte feladatát és palindrom (P-) nukleotidokat adott a DNS-hajtűkhöz, a TdT végzi feladatát. Ez be tud jönni és N-nukleotidokat adni a létező P-nukleotidokhoz 5’–3’-irányban, melyben a polimerázok működése ismert. Átlagosan 2–5 véletlenszerű bázispár kerül az Artemisz-komplex működése után létrejövő 3’-végekhez. A hozzáadott bázisok száma elég a két új ssDNS-szakasz normál Watson–Crick-bázispárosodási mintáknak (A–T, C–G) megfelelő mikrohomológia-alapú elrendezéséhez a nem homológ végcsatlakoztatás során. A párosítatlan nukleotidokat egy exonukleáz, például az endonukleázaktivitás mellett exonukleázaktivitással rendelkező Artemisz-komplex eltávolítja, majd a templátdependens polimerázok kitölthetik a réseket, új kódoló kapcsolatot létesítve a ligáz révén a szakaszok összeillesztéséhez. Bár a TdT nem különbözteti meg a 4 bázispárt az N-nukleotidszakaszokhoz adáskor, a guanin–citozin bázispárok felé torzít.

### Templátdependens aktivitás

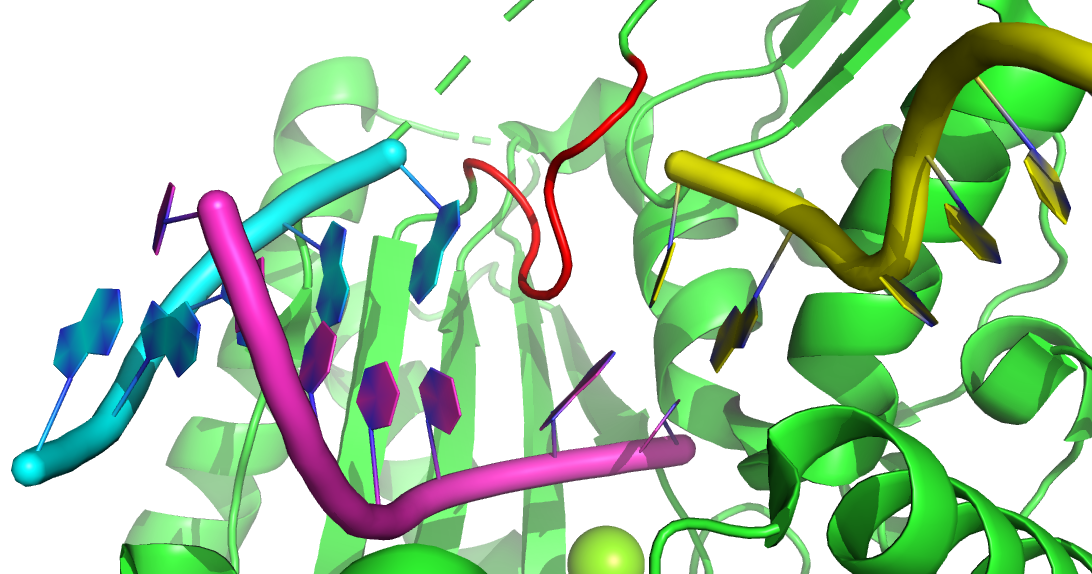
3 DNS-szálhoz kötött TdT, a templátdependens katalízis aktív konfigurációját mutatva be.

Templátdependensen a TdT a száltöréseken át nukleotidokat illeszthet be a kétszálú DNS-be in trans, szemben a legtöbb polimeráz in cis mechanizmusával. Ez optimálisan történik 1 bázispáros töréskor; nagyobb törés esetén kevésbé optimális. Ezt a TdT egy szakasza, a Loop1 könnyíti, mely szelektíven ellenőrzi a kétszálú DNS rövid töréseit. Továbbá e templátdependens aktivitás felfedezése erősebb mechanisztikus hipotézisekhez vezetett a V(D)J-rekombinációban az N-régiók bővülései hosszának eloszlása tekintetében.

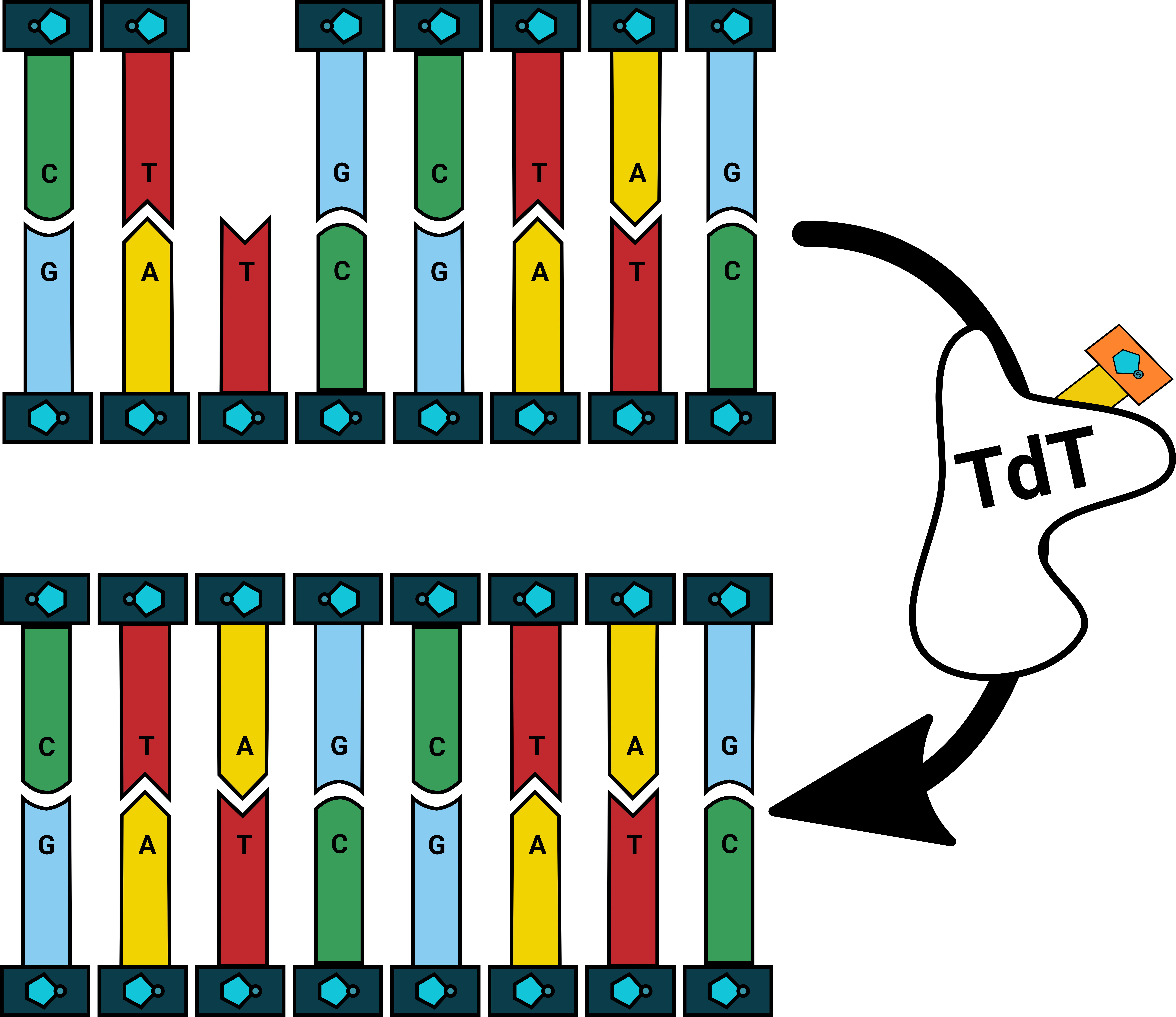
Az in trans templátdependens TdT-aktivitás. A Loop1 pirossal.

A DNS-polimeráz μ és λ hasonló in trans templátdependens szintetikus aktivitást mutatnak a későbbi dsDNS-től való függés nélkül. Ezenkívül a Pol λ hasonló templátfüggetlen szintetikus aktivitást is mutatnak. A terminálistranszferáz-aktivitás mellett általánosabb templátdependens módon is működnek. A TdT és a Pol μ hasonlóságai alapján közeli rokonok lehetnek.

## Használat
A TdT-t a molekuláris biológia használja. Használható a RACE-ben nukleotidok hozzáadására, melyek ezután templátként használhatók a későbbi PCR-ben. Használható radioizotópokkal jellt nukleotidok hozzáadására például a TUNEL-assayben (angolul: terminal deoxynucleotidyl transferase dUTP nick end labeling) az apoptózis kimutatására, melyet részben a töredezett DNS mutat. Használható immunfluoreszcencia-assayben akut limfoblasztos leukémia (ALL) diagnózisához.
Az immun-isztokémia és az áramlás-citometria terén az anti-TdT használható az antigént tartalmazó éretlen T-, B-sejtek és vérképző őssejtek jelenlétének kimutatására, míg az érett limfoid sejtek mindig TdT-negatívak. Míg a TdT-pozitív sejtek kis mennyiségben megtalálhatók az egészséges nyirokcsomókban és mandulákban, az ALL rosszindulatú sejtjei is TdT-pozitívak, így az antitest használható a betegség diagnózisára és a gyermekkori kissejtes tumoroktól való megkülönböztetésre.
A TdT-t 2018-tól használják oligonukleotidok de novo szintézisére: a TdT–dNTP analógok a primert egyszerre 1 nt-dal tudják bővíteni. Tehát a TdT képes szintetikus DNS előállítására a primerszekvencia egyszerre egy betűvel való hosszabbításával.

## Fordítás
Ez a szócikk részben vagy egészben  a   Terminal deoxynucleotidyl transferase című angol Wikipédia-szócikk ezen változatának fordításán alapul.  Az eredeti cikk szerkesztőit annak laptörténete sorolja fel. Ez a jelzés csupán a megfogalmazás eredetét és a szerzői jogokat jelzi, nem szolgál a cikkben szereplő információk forrásmegjelöléseként.